# Station Krojanty
Station Krojanty is een spoorwegstation in de Poolse plaats Krojanty.